# Coptoeme aenea
Coptoeme aenea är en skalbaggsart som beskrevs av Fuchs 1971. Coptoeme aenea ingår i släktet Coptoeme och familjen långhorningar. Inga underarter finns listade i Catalogue of Life.